# Chalid bin Chalifa bin Abdulaziz Al Thani

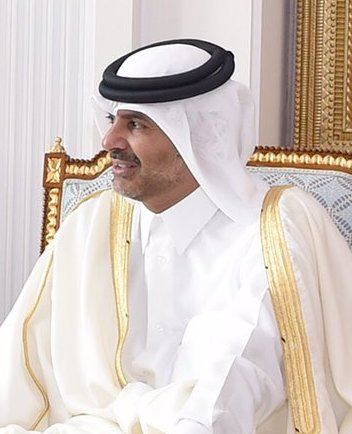
Scheich Chalid 2020

Scheich Chalid bin Chalifa bin Abdulaziz Al Thani (arabisch خالد بن خليفة بن عبد العزيز آل ثاني, DMG Ḫālid b. Ḫalīfa b. ʿAbd al-ʿAzīz Āl Ṯānī; * 1968) ist ein katarischer Politiker, der vom 28. Januar 2020 bis zum 7. März 2023 Premierminister und Innenminister von Katar war. Seine Ernennung folgte auf Scheich Abdullah ibn Nasser ibn Chalifa Al Thanis Rücktritt.

## Leben
Chalid bin Chalifa bin Abdulaziz Al Thani erwarb 1993 einen Bachelor-Abschluss in Business Administration in den USA.

## Karriere
Am Anfang seiner Karriere arbeitete er für die Qatar Liquefied Gas Company Limited bis 2002. Später arbeitete er im Büro des ersten stellvertretenden Ministerpräsidenten und Außenministers von 2002 bis 2006. Im März 2006 trat er dem Amiri Diwan bei und arbeitete im Büro des heutigen Staatsoberhauptes Tamim bin Hamad Al Thani. Er wurde am 11. Juli 2006 Büroleiter des Privatsekretärs des Staatsoberhauptes, bis er am 9. Januar 2007 Büroleiter des Staatsoberhauptes wurde.
Chalid bin Chalifa bin Abd al-Aziz Al Thani war vom 11. November 2014 bis Januar 2020 Chef des Amiri Diwan.
Am 28. Januar 2020 wurde er zum Premierminister und Innenminister von Katar ernannt. Seine Ernennung folgte auf den Rücktritt Scheich Abdullah ibn Nasser ibn Chalifa Al Thanis.